# ولی رنچ (کالیفرنیا)
ولی رنچ، کالیفرنیا (به انگلیسی: Valley Ranch, California) یک مکان مختص سرشماری در ایالات متحده آمریکا است که در شهرستان پلوماس، کالیفرنیا واقع شده‌است.

## خصوصیات
ولی رنچ ۲٫۹۴۵ کیلومترمربع مساحت و ۱۰۹ نفر جمعیت دارد و ۱٬۳۵۲ متر بالاتر از سطح دریا واقع شده‌است.